# Olympische Sommerspiele 1908/Schwimmen – 100 m Freistil (Männer)
Der Schwimmwettkampf über 100 Meter Freistil der Männer bei den Olympischen Spielen 1908 in London wurde vom 17. bis 20. Juli 1908 ausgetragen. Es war das erste Mal in der olympischen Geschichte, dass in einem Schwimmbecken geschwommen wurde, zuvor fanden die Wettkämpfe immer in offenen Gewässern statt. Das Schwimmbecken wurde im Inneren des White City Stadiums errichtet. Olympiasieger wurde Charles Daniels aus den Vereinigten Staaten mit einer neuen Weltrekordzeit von 1:05,6 Minuten. Silber gewann Zoltán von Halmay aus Ungarn und Bronze der Schwede Harald Julin.

## Rekorde
Vor Beginn der Olympischen Spiele waren folgende Rekorde gültig.
| Weltrekord         | 1:05,8 min | Zoltán von Halmay | Wien, Österreich    | 3. Dezember 1905 |
| Olympischer Rekord | 1:13,0 min | Charles Daniels   | Athen, Griechenland | 26. April 1906   |

Folgende neue Rekorde wurden aufgestellt:
| Weltrekord         | 1:05,6 min | Charles Daniels   | Finale    |
| Weltrekord         | 1:05,8 min | Wilfred Edwards   | Vorlauf 7 |
| Weltrekord         | 1:05,8 min | Charles Daniels   | Vorlauf 5 |
| Olympischer Rekord | 1:08,2 min | Zoltán von Halmay | Vorlauf 1 |

## Ergebnisse

### Vorläufe
Der schnellste Athlet eines jeden Laufs sowie die zwei zeitschnellsten Zweiten aller Läufe qualifizierten sich für das Halbfinale.
Lauf 1
| Rang | Athlet              | Nation             | Zeit       | Anm.    |
| ---- | ------------------- | ------------------ | ---------- | ------- |
| 1    | Zoltán von Halmay   | Ungarn             | 1:08,2 min | Q, (OR) |
| 2    | Theodore Tartakover | Australasien       | unbekannt  |         |
| 3–6  | Davide Baiardo      | Königreich Italien | unbekannt  |         |
| 3–6  | Bouke Benenga       | Niederlande        | unbekannt  |         |
| 3–6  | Harald Klem         | Dänemark           | unbekannt  |         |
| 3–6  | Herman Meyboom      | Belgien            | unbekannt  |         |

Lauf 2
| Rang | Athlet            | Nation             | Zeit       | Anm. |
| ---- | ----------------- | ------------------ | ---------- | ---- |
| 1    | Otto Scheff       | Österreich         | 1:11,8 min | Q    |
| 2    | Addin Tyldesley   | Großbritannien     | 1:12,0 min | q    |
| 3–5  | Gérard Meister    | Frankreich         | unbekannt  |      |
| 3–5  | József Munk       | Ungarn             | unbekannt  |      |
| 3–5  | Conrad Trubenbach | Vereinigte Staaten | unbekannt  |      |

Lauf 3
| Rang | Athlet            | Nation       | Zeit       | Anm. |
| ---- | ----------------- | ------------ | ---------- | ---- |
| 1    | Frank Beaurepaire | Australasien | 1:11,6 min | Q    |
| 2    | Lambertus Benenga | Niederlande  | 1:13,2 min |      |
| 3–5  | Robert Andersson  | Schweden     | unbekannt  |      |
| 3–5  | Henrik Hajós      | Ungarn       | unbekannt  |      |
| 3–5  | Poul Holm         | Dänemark     | unbekannt  |      |

Lauf 4
| Rang | Athlet          | Nation             | Zeit       | Anm. |
| ---- | --------------- | ------------------ | ---------- | ---- |
| 1    | Harald Julin    | Schweden           | 1:12,0 min | Q    |
| 2    | John Derbyshire | Großbritannien     | 1:12,6 min |      |
| 3–4  | Victor Boin     | Belgien            | unbekannt  |      |
| 3–4  | Robert Foster   | Vereinigte Staaten | unbekannt  |      |

Lauf 5
| Rang | Athlet           | Nation             | Zeit       | Anm.    |
| ---- | ---------------- | ------------------ | ---------- | ------- |
| 1    | Charles Daniels  | Vereinigte Staaten | 1:05,8 min | Q, (WR) |
| 2    | József Ónody     | Ungarn             | 1:13,2 min |         |
| 3–5  | George Innocent  | Großbritannien     | unbekannt  |         |
| 3–5  | René André       | Frankreich         | unbekannt  |         |
| 3–5  | Hjalmar Saxtorph | Dänemark           | unbekannt  |         |

Lauf 6
| Rang | Athlet           | Nation             | Zeit       | Anm. |
| ---- | ---------------- | ------------------ | ---------- | ---- |
| 1    | Harry Hebner     | Vereinigte Staaten | 1:11,0 min | Q    |
| 2    | Paul Radmilovic  | Großbritannien     | 1:12,0 min | q    |
| 3–4  | Edward Cooke     | Australasien       | unbekannt  |      |
| 3–4  | Fernand Feyaerts | Belgien            | unbekannt  |      |

Lauf 7
| Rang | Athlet           | Nation         | Zeit       | Anm.    |
| ---- | ---------------- | -------------- | ---------- | ------- |
| 1    | Wilfred Edwards  | Großbritannien | 1:05,8 min | Q, (WR) |
| 2    | Robert Zimmerman | Kanada         | 1:35,0 min |         |

Lauf 8
| Rang | Athlet          | Nation         | Zeit       | Anm. |
| ---- | --------------- | -------------- | ---------- | ---- |
| 1    | George Dockrell | Großbritannien | 1:13,2 min | Q    |

Lauf 9
| Rang | Athlet        | Nation             | Zeit       | Anm. |
| ---- | ------------- | ------------------ | ---------- | ---- |
| 1    | Leslie Rich   | Vereinigte Staaten | 1:14,6 min | Q    |
| 2    | Armand Deprez | Belgien            | 1:18,0 min |      |

### Halbfinale
Die ersten zwei Athleten eines jeden Laufs qualifizierten sich für das Finale.
Halbfinale 1
| Rang | Athlet            | Nation             | Zeit       | Anm. |
| ---- | ----------------- | ------------------ | ---------- | ---- |
| 1    | Zoltán von Halmay | Ungarn             | 1:09,4 min | Q    |
| 2    | Harald Julin      | Schweden           | 1:10,2 min | Q    |
| 3    | Harry Hebner      | Vereinigte Staaten | 1:11,8 min |      |
| 4    | Frank Beaurepaire | Australasien       | unbekannt  |      |
| 5–6  | Wilfred Edwards   | Großbritannien     | unbekannt  |      |
| 5–6  | Paul Radmilovic   | Großbritannien     | unbekannt  |      |

Halbfinale 2
| Rang | Athlet          | Nation             | Zeit       | Anm. |
| ---- | --------------- | ------------------ | ---------- | ---- |
| 1    | Charles Daniels | Vereinigte Staaten | 1:10,2 min | Q    |
| 2    | Leslie Rich     | Vereinigte Staaten | 1:10,8 min | Q    |
| 3    | George Dockrell | Großbritannien     | 1:11,4 min |      |
| 4    | Otto Scheff     | Österreich         | unbekannt  |      |
| 5    | Addin Tyldesley | Großbritannien     | unbekannt  |      |

### Finale
| Rang | Athlet            | Nation             | Zeit       | Anm. |
| ---- | ----------------- | ------------------ | ---------- | ---- |
| 1    | Charles Daniels   | Vereinigte Staaten | 1:05,6 min | (WR) |
| 2    | Zoltán von Halmay | Ungarn             | 1:06,2 min |      |
| 3    | Harald Julin      | Schweden           | 1:08,0 min |      |
| 4    | Leslie Rich       | Vereinigte Staaten | unbekannt  |      |